# Lista de tornados e ondas de tornados na África
Estes são alguns tornados notáveis, surtos de tornados e sequências de surtos de tornados que ocorreram na África.

## Chade
| Evento              | Data              | Área            | Tornados | Casualidades                 | Notas |
| ------------------- | ----------------- | --------------- | -------- | ---------------------------- | --- |
| Tornado de Ndjamena | 2 de maio de 2007 | Ndjamena, Chade | 1        | 9 fatalidades, >100 feridos  | Um raro tornado atingiu Ndjamena, destruindo 50 casas e causando 9 óbitos. |
| Tornado de Bébédjia | 9 de maio de 2007 | Bébédjia, Chade | 1        | 14 fatalidades, >150 feridos | Um tornado violento e extremamente raro se moveu por Bébédjia, totalmente destruindo 95% da cidade. O tornado atingiu por volta das 4:00 pm (16:00 horas) da tarde, e foi seguido de uma tempestade igualmente violenta seis horas depois. A cidade foi completamente abandonada depois do evento. |

## Nigéria
| Evento                    | Data                | Área            | Tornados | Casualidades | Notas |
| ------------------------- | ------------------- | --------------- | -------- | ------------ | --- |
| Tornado da "Grande Lagos" | 20 de maio de 1948  | Lagos, Nigéria  | 1        | ?            | Um tornado raro atingiu ruas no norte da cidade de Lagos, destruindo casas, comércios e postes de telefone. |
| Tornado de Bokkos         | 12 de abril de 2019 | Bokkos, Nigéria | 1        | ?            | Um obscuro e provável tornado não-documentado destruiu casas e escolas na área.                             |

## República Democrática do Congo
| Evento                        | Data                   | Área                                           | Tornados | Casualidades                  | Notas |
| ----------------------------- | ---------------------- | ---------------------------------------------- | -------- | ----------------------------- | --- |
| Tornado de Yumbi de 2003      | 2 de fevereiro de 2003 | Yumbi, República Democrática do Congo          | 1        | 17 fatalidades, ~4000 feridos | Um tornado extremamente raro nivelou totalmente vários povoados perto da cidade de Yumbi. 1700 famílias ficaram desabrigadas. |
| Tornado de North Kivu de 2006 | 8 de março de 2006     | Oicha-Eringeti, República Democrática do Congo | 1        | 3 fatalidades, ~66 feridos    | Um tornado extremamente raro destruiu dezenas de casas, escolas, comércios e igrejas nas áreas de Oicha-Eringeti.             |